# Жубанова Газіза Ахметівна
Жубанова Газіза Ахметівна (каз. Ғазиза Жұбанова 1927 — 1993) — казахський та радянський композитор, педагог, публіцист, громадський діяч. Народна артистка СРСР (1981). Основоположник композиторської школи Казахстану.

## Біографія
Газіза Ахметівна народилася 2 грудня 1927 року (за іншими джерелами — в 1928 році) в селі Жанатурмис (нині — в Мугалжарском районі Актюбінської області, Казахстан) в сім'ї композитора Ахмета Жубанова. Походить з роду шекти племені алімули Молодшого жуза. 
У 1949 році закінчила Державне музичне училище імені Гнесіних в Москві, в 1954 — Московську консерваторію ім. П. Чайковського, клас композиції Ю. Шапоріна, а в 1957 році під його ж керівництвом — аспірантуру. 
З 1958 роки займалася педагогічною діяльністю в Казахській консерваторії ім. Курмангази, виховала цілу плеяду відомих композиторів Казахстану, серед яких Алмас Серкебаєв, Толеген Мухамеджанов, Куат Шільдебаєв, Аділь Бестибаєв, Актоти Райимкулова, Бейбіт Дальденбаєв, Алібі Мамбетов, Азат Жаксилика та інші. Фактично вела школу підготовки казахських радянських композиторів. 
У 1975 — 1987 роках — ректор Казахської консерваторії ім. Курмангази (з 1978 — професор). 
У 1962 — 1968 роках — голова правління Союзу композиторів Казахської РСР, з 1962 — член правління Союзу композиторів СРСР. 
У 1966 році обиралася делегатом XXIII з'їзду КПРС. У той же час обиралася членом ЦК КП Казахстану. 
У 1988 році обиралася членом Радянського фонду милосердя. Була головою казахстанського відділення товариства «СРСР — Італія». Протягом багатьох років була членом правління Комітету радянських жінок. 
Її внесок у казахську культуру величезний. Також відома як науковий публіцист. Вона автор багатьох нарисів і статей про культуру, про методи навчання композиторів і методи відображення суспільних проблем в музичних творах. Виступала зі своїми публікаціями на всесоюзних і міжнародних симпозіумах в СРСР, Італії, Японії та в інших країнах. Багатогранна творчість композитора вивела національну казахську культуру на світовий рівень. 
Померла 13 грудня 1993 року в Алма-Аті. Похована на Кенсайскому кладовищі. 

### Сім'я
- Батько — Ахмет Жубанов (1906 — 1968), музикознавець, композитор, диригент. Народний артист Казахської РСР (1944)
- Чоловік — Азербайжан Мамбетов (1932 — 2009), режисер театру і кіно. Народний артист СРСР (1976).

## Нагороди та звання
- Заслужений діяч мистецтв Казахської РСР (1965)[4]
- Народна артистка Казахської РСР (1973)[5]
- Народна артистка СРСР (1981)
- Державна премія Казахської РСР ім. Курмангази (1970)
- Премія Ленінського комсомолу Казахської РСР (1964)
- Орден Трудового Червоного Прапора (1988)
- Орден Дружби народів (1977)
- Медаль «За трудову відзнаку» (1959)
- Медаль «В ознаменування 100-річчя від дня народження Володимира Ілліча Леніна» (1970)
- Срібна медаль ім. А.В. Александрова (1973) — за «Героїчну поему» і «Святкову увертюру»
- Грамота Верховної Ради Казахської РСР (1961)
- Дипломи Всесоюзного огляду творчості молодих композиторів (1960, 1962)
- Диплом Першого ступеня Всесоюзного огляду театрів в Москві — за балет «Легенда про біого птаха».

## Творчість
Композиторкою створені в цілому: 3 опери, 4 балети, 3 симфонії, 3 концерти, 6 ораторій, 5 кантат, понад 30 творів камерної музики, пісенні та хорові твори, музика до спектаклів і кінофільмів, обробки народних пісень. 
Скрипковий концерт в 1958 році став зачинателем цього жанру в Казахської РСР. 

### Фільмографія
- 1 959 — «На дикому брезі Іртиша»
- 1964 — «Запитай своє серце»
- 1966 — «Крила пісні»
- 1970 — «Тими днями»
- 1973 — «Там, де гори білі... »
- 1978 — «Кров і піт»
- 1980 — «Гінці поспішають»

## Пам'ять про композитора
- На стіні будинку, де жила Г. Жубанова в Алма-Аті, встановлено меморіальну дошку
- Пам'яті композитора названі ряд вулиць в містах Казахстану
- В Актобе встановлено пам'ятник Г. Жубановій
- Столичний камерний оркестр Казахстану і обласна філармонія в Актобе носять ім'я Г. Жубанової
- Регулярно проводяться конференції та музичні конкурси пам'яті Г. Жубанової
- У концертному залі Казахської консерваторії імені Курмангази в пам'ять про композитора-новатора і в честь 80-річчя від дня її народження проходив фестиваль «Світ мій — музика!», Де протягом п'яти днів звучали музичні твори Г. Жубанової.
- У будинку за адресою: м Алмати, пр. Абилай хана, 113 відкрито Меморіальний музей-квартира композиторів Ахмета і Газізи Жубанової.
- Музична школа в Теміртау Карагандинської області носить ім'я Г. Жубанової

## Цікаві факти
- Один з перших творчих колективів Державної філармонії Астани — Державний струнний квартет РК ім. Г. Жубанової — виборов друге місце в одному з складних і престижних в світі конкурсів камерних ансамблів в Осаці (Японія). Казінформ [Архівовано 26 лютого 2011 у Wayback Machine.]
- Газіза Жубанова та Азербайжан Мамбетов були однією з небагатьох подружніх пар в країні, де обоє були володарями почесного звання «Народний артист СРСР».